# Villa Paolina

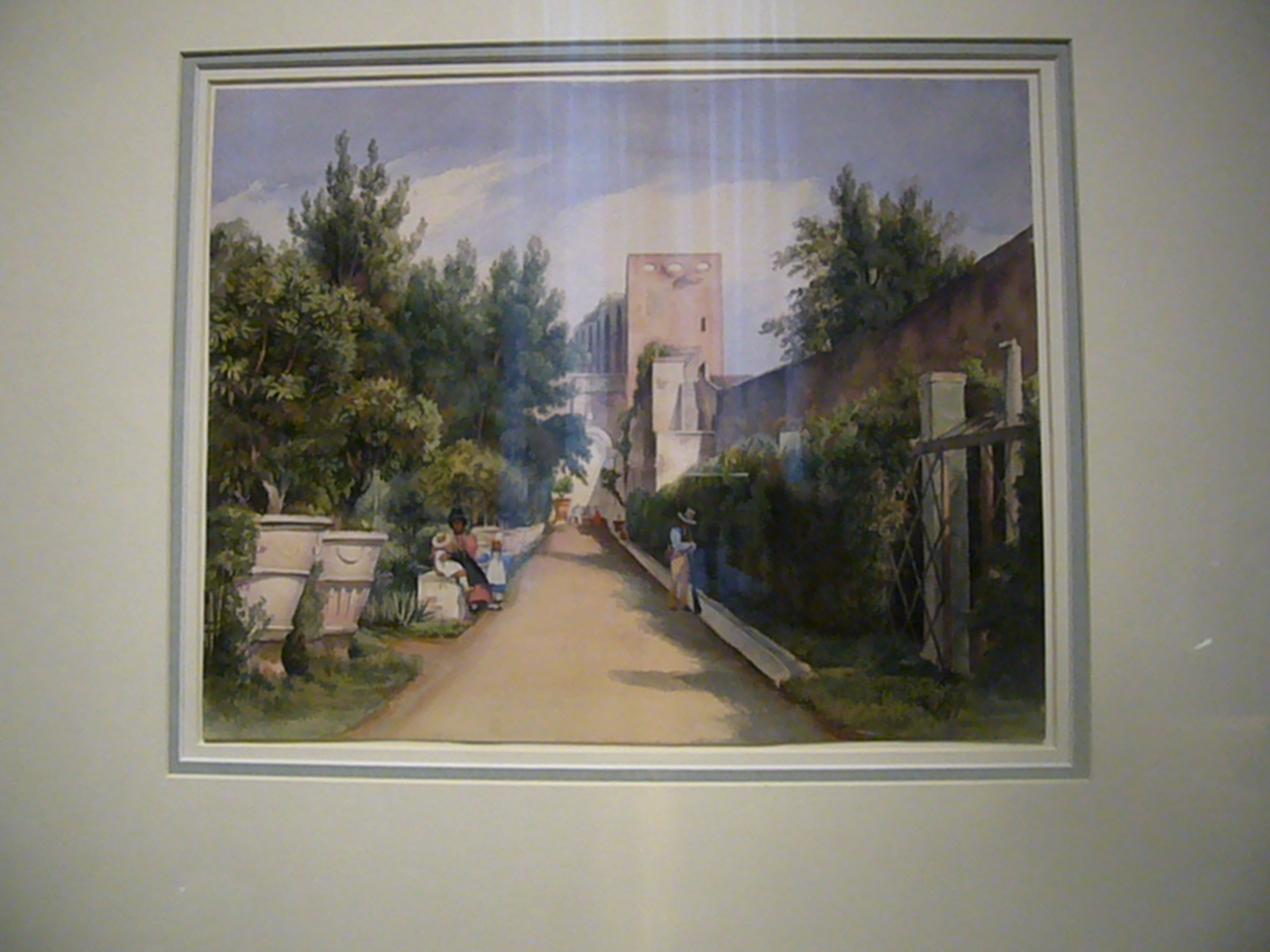
Pintura do jardim da Villa Paolina ao longo da Muralha Aureliana no Corso d'Italia. No fundo, a torre da Porta Salaria.

Villa Paolina Bonaparte, conhecida apenas como Villa Bonaparte, é uma villa que ocupa um quarteirão delimitado pela Via XX Settembre, a Via Piave, a Piazza Fiume e o Corso d'Italia, no rione Sallustiano de Roma. Atualmente abriga a embaixada da França junto à Santa Sé (não confundir com a embaixada junto ao governo italiano, que fica no Palazzo Farnese).

## História

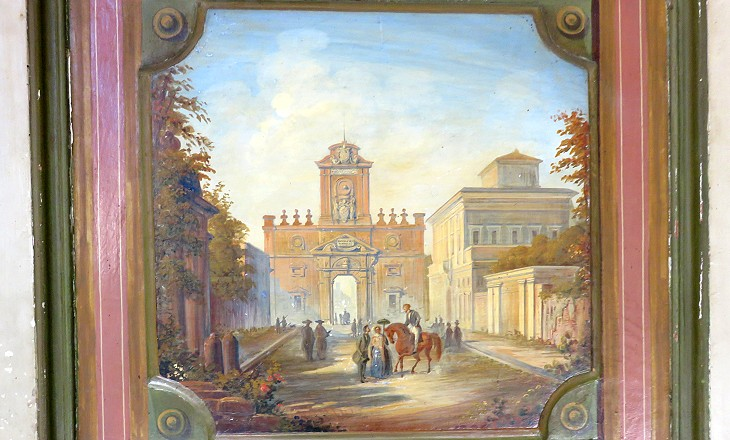
Vista da Via XX Settembre na direção da Porta Pia. À direita da imagem, a Villa Costaguti Torlonia, que ficava onde hoje está a Embaixada do Reino Unido em Roma. Do esquerdo, a Villa Paolina.

Passando pela Porta Pia pela Via XX Settembre, o grande espaço verde à direita corresponde ao que restou da Villa Paolina, conhecida também como Villa Bonaparte, uma villa do século XVIII que se estendia, no interior da Muralha Aureliana, entre a Porta Pia e a Porta Salaria. A propriedade, chamada Villa Valenti na época, foi construída em 1750 pelo cardeal Silvio Valenti Gonzaga, secretário de estado do papa Bento XIV, que se interessou pelo terreno por causa de sua proximidade ao Palácio do Quirinal, a residência papal
Depois que ruiu o Império Napoleônico, uma parte da família Bonaparte, a mãe, Letizia Ramolino, o cardeal Joseph Fesch, tio de Napoleão, e alguns dos seus irmãos se colocaram sob a proteção do papa Pio VII. A irmã de Napoleão, Paolina, casada com o príncipe Borghese, e que havia acompanhado o imperador em seu exílio na ilha de Elba, se mudou para Roma em 1815 e adquiriu a antiga Villa Valenti do cardeal Gonzaga. Paoline realizou várias reformas no estilo império, introduzindo-o na arquitetura romana do século XVIII. Com a morte de Paolina em 1825, a villa passou para os seus sobrinhos e seus descendentes. A propriedade sofreu muitos danos durante a captura de Roma (1870), pois foi dentro da Villa Paolina que os bersaglieri entraram quando conseguiram ultrapassar as defesas da muralha na famosa "Brecha da Porta Pia". Em 1906, a villafoi vendida ao Reino da Prússia, que ali instalou sua embaixada junto à Santa Sé em 1908 e uma parte da propriedade, perto da Porta Salaria, foi loteada; entre 1920 e 1944, a villa foi a embaixada alemã. Em 1945, os bens do III Reich foram confiscados pelos Aliados e a villa foi adquirida pela França, também com o objetivo de abrigar a sua própria embaixada junto à Santa Sé. Em 15 de dezembro de 1950, Wladimir d’Ormesson transferiu-a para a recém-rebatizada Villa Bonaparte. Já na década de 2010, a villa passou por um amplo programa de reformas para recuperar a sua forma original.